# Rover P6

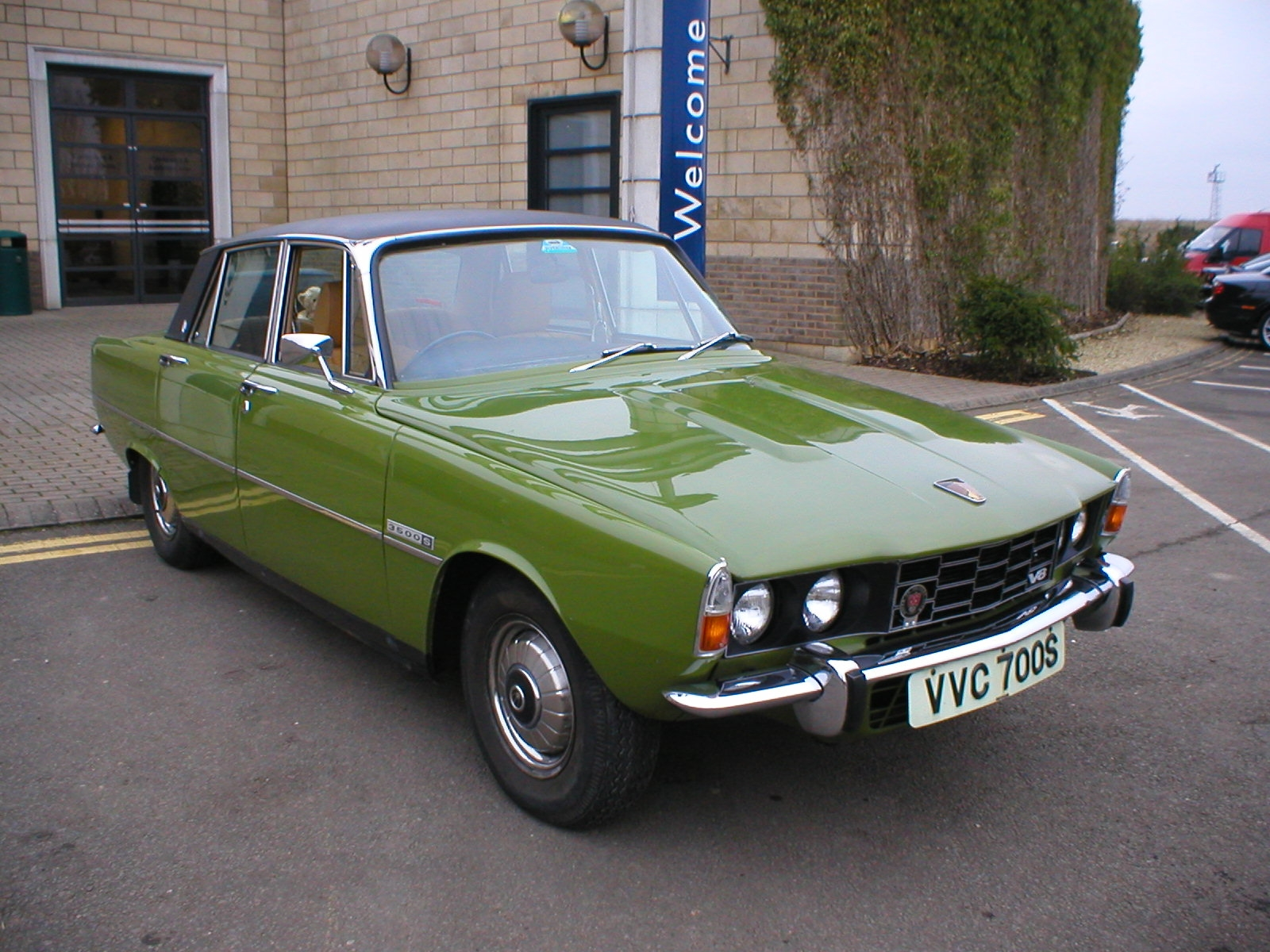
Den sista tillverkade Rover P6 från 1977.

Rover P6 är en personbil, tillverkad av den brittiska biltillverkaren Rover mellan 1963 och 1977.

## Bakgrund
Rover hade gjort sig kända för att bygga rejäla, men lite tråkiga bilar, baserade på väl utprovad teknik, men när man tog fram efterträdaren till P4-serien gjorde man sitt bästa för att förändra den bilden.
Rover hade varit engagerade i utvecklingen av jetmotorn under andra världskriget och under femtiotalet lade man ner mycket tid och resurser på att anpassa gasturbinen som drivkälla för bilar. Vid utvecklingen av P6:an räknade man fortfarande med att kunna få fram en gasturbin att installera under motorhuven. Av dessa planer blev det till slut ingenting och istället fick P6:an en modern fyrcylindrig motor med överliggande kamaxel. Bilen hade en självbärande monocoque som sedan kläddes med karossplåtar, en lösning som inspirerats av Citroën DS. Framhjulsupphängningen liknade ingenting man använt tidigare. Varje hjul hade dubbla tvärlänkar och en horisontellt liggande skruvfjäder som var infäst i torpedväggen. Fjäderns andra ände var fäst i en roterande mellanlänk som överförde fjädringsrörelsen till den övre tvärlänken. Den här typen av hjulupphängning används idag på många tävlingsbilar och exotiska sportbilar, såsom Porsche Carrera GT. Fördelen är, då som nu, en mycket utrymmeseffektiv fjädring och Rover eftersträvade ett rymligt motorutrymme för att få plats med sin gasturbin. Även bakvagnen var mycket avancerad för en brittisk familjebil från sextiotalet. Här använde man en De Dion-axel med skruvfjädrar. Tvärtemot framvagnsfjädringen tog bakaxeln upp mycket plats, vilket främst gick ut över bagageutrymmet. Bromsarna bestod av skivor runt om, där de bakre placerats inne vid differentialväxeln för att minska den ofjädrade vikten. Modellen hade en för tiden välutvecklad krocksäkerhet med säkerhetsbälten på alla platser. På vissa varianter fanns dessutom en så kallad Icelert; en sensor som varnade för halt väglag.

## 2000 (1963-73)
Produktionen av P6:an startade i Solihull 1963. Bilen såldes under namnet Rover 2000. Ett knappt år efter introduktionen erhöll modellen utmärkelsen Årets bil 1964, mycket på grund av sina avancerade tekniska lösningar.
P6:ans viktigaste konkurrent på hemmamarknaden var Triumph 2000. Som ett svar på ”Trajans” främsta företräde, dess sexcylindriga motor, introducerades Rover 2000TC våren 1966, med en starkare tvåförgasarmotor.
För att komma tillrätta med bilens andra svaghet, det trånga bagageutrymmet, tog Rover fram ett fäste för reservdäcket utanpå bakluckan. Genom att flytta ut reserven på karossens utsida fick man visserligen plats för mer bagage, men detta fick vägas mot risken att få reservhjulet stulet. 
Rover tillverkade endast sedan-karosser, medan Triumph även erbjöd kunderna en kombi-modell. Detta öppnade för den fristående karosstillverkaren Crayford, som konverterade ett litet antal P6:or till kombibilar.
1970 introducerades en Mk II-version, med bland annat nya bakljus och en ny kylargrill i svart plast enligt tidens mode. På insidan infördes en ny instrumentbräda.

## 3500 (1968-77)
Triumphs övertag på motorsidan uppvägdes när Rover köpte tillverkningsrätten till Buicks aluminium-V8 i mitten av sextiotalet. Motorn introducerades först i den stora P5-modellen, men från 1968 blev den tillgänglig även i P6:an i modellen Rover 3500. V8-motorn fick plats utan problem i bilens rymliga motorrum.
Även 3500:an uppdaterades till Mk II-standard 1970.
De första åren såldes 3500:an bara med automatlåda, eftersom Rovers manuella växellåda inte höll för V8:ans kraftiga vridmoment. Först 1971 hade man fått fram en manuell låda till modellen Rover 3500S, som även hade en lite starkare motor.

## 2200 (1973-77)
1973 förstorades den fyrcylindriga motor och bilen bytte namn till Rover 2200SC, med enkel förgasare och Rover 2200TC, med Två förgasar-motor. Produktionen fortsatte sedan fram till våren 1977, då 322 302 enheter hade tillverkats. P6:an kom att ersättas av den enklare, mer konventionellt uppbyggda SD1-modellen.

## Motor
| Modell | Motor               | Cylindervolym | Effekt     | Bränslesystem    |
| ------ | ------------------- | ------------- | ---------- | ---------------- |
| 2000   | 4-cyl radmotor SOHC | 1978 cm³      | 90 hk      | Enkel förgasare  |
| 2000TC | 4-cyl radmotor SOHC | 1978 cm³      | 110 hk     | Dubbla förgasare |
| 2200SC | 4-cyl radmotor SOHC | 2205 cm³      | 98 hk      | Enkel förgasare  |
| 2200TC | 4-cyl radmotor SOHC | 2205 cm³      | 115 hk     | Dubbla förgasare |
| 3500   | 8-cyl V-motor ohv   | 3528 cm³      | 144-152 hk | Dubbla förgasare |

## Tillverkning[3]
| Modell | Antal   |
| ------ | ------- |
| 2000   | 208 875 |
| 2200   | 32 370  |
| 3500   | 81 057  |